# Apalocnemis mediocris
Apalocnemis mediocris är en tvåvingeart som beskrevs av Collin 1933. Apalocnemis mediocris ingår i släktet Apalocnemis och familjen Brachystomatidae. Inga underarter finns listade i Catalogue of Life.